# Carl Fredric Branderhjelm
Carl Fredric Branderhjelm, ursprungligen Brander, född 1743, död 1804, var en svensk militär.
Carl Fredric Branderhjelm, som var generalkvartermästarlöjtnant, var son till hovmålaren Carl Fredrich Brander och Charlotta Margareta Sebell. Han adlades 1772 och antog då namnet Branderhjelm. 1782 invaldes han som ledamot av Musikaliska akademien.